# أورتاكند (خوي)
أورتاكند هي قرية في مقاطعة خوي، إيران. في تعداد عام 2006، لوحظ وجودها، ولكن لم يتم الإبلاغ عن سكانها.